# Наредба-закон за защита на народната власт
Наредбата закон за защита на народната власт е извънреден закон в България, приет на 26 януари 1945 година от правителството на Кимон Георгиев. Той има за цел легализацията на започналия с Деветосептемрвийския преврат масов политически терор. Криминализирайки основни свободи, гарантирани от Търновската конституция, която правителството първоначално обявява, че ще възстанови, той създава възможности за пълен полицейски произвол. 
С Наредбата закон се установяват няколко групи престъпни състави за посегателства на „класовия враг“ срещу налагания строй на управление. Сред изброените престъпления са саботаж, нападения и увреждане на обществена собственост, създаване на опозиционни организации, „разпространение на невярна информация“. Законът предвижда тежки наказания и рязко разширяване и повишаване на минималните и максималните присъди. От общо 18 негови текста в 6 наказанията са доживотен строг тъмничен затвор и смърт. Прилага се комбинирано с влязлата в сила на 3 октомври 1944 г. Наредбата закон за съдене от Народния съд на виновниците за въвличане на България в световната война и за злодеянията, свързани с нея.
По този повод на 25 септември 1944 г. ЦК докладва в Москва: „Готов е законопроектът за народния съд. Приета е най-кратката процедура, но докато започне да действа, ще мине известно време. Това може да бъде използвано за негласна ликвидация на най-злостните врагове, което се провежда от нашите вътрешни тройки.“ Избити без и със „присъда“ са хиляди противници и неблагонадеждни по преценка на режима. Тези актове са сред причините за приемане на Закон за обявяване комунистическия режим в България за престъпен през 2000 г., който е действащ акт и днес в Република България.
Наредбата закон за защита на народната власт е отменена на 7 април 1948 година с промяна в Наказателения закон.